# Fidelis dispensator et prudens

Wappen des Papstes Franziskus

Fidelis dispensator et prudens (deutsch „Wie der treue und kluge Verwalter“, nach Lukas 12,42 : “Quis, putas, est fidelis dispensator, et prudens, quem constituit dominus supra familiam suam, ut det illis in tempore tritici mensuram?”, deutsch Wer ist denn der treue und kluge Verwalter, den der Herr einsetzen wird, damit er seinem Gesinde zur rechten Zeit die Nahrung zuteilt? (Lk 12,42 )) ist der Titel des Apostolischen Schreibens in Form eines Motu proprio von Papst Franziskus, welches er am 24. Februar 2014 promulgierte. Es trägt den Untertitel: „Über die Einrichtung einer neuen Koordinierungsstelle für die wirtschaftlichen und administrativen Angelegenheiten des Heiligen Stuhls und des Staates der Vatikanstadt“.

## Hintergrund
Noch als Kardinal hatte Jorge Mario Bergoglio, vor seiner Wahl zum Papst Franziskus, eine Kurienreform angemahnt. Nach seiner Wahl am 13. März 2013 bestätigte er die Leiter und Mitglieder der Dikasterien der römischen Kurie sowie die Sekretäre und den Präsidenten der Päpstlichen Kommission für den Staat der Vatikanstadt in ihren Ämtern. Schon einen Monat später setzte er einen achtköpfigen Kardinalsrat ein, der eine Reform der Kurie vorbereiten sollte. Schon sein Vorgänger Benedikt XVI. (2005–2013) hatte begonnen, das Wirtschafts- und Finanzgebaren des Vatikans unter die Lupe zu nehmen, im Zuge dieser Maßnahmen erfolgte dann am 24. Februar 2014 die Veröffentlichung dieses Schreibens und die Umsetzung der Anordnungen.

## Inhaltsangabe
In seinen Einleitungsworten beruft sich Papst Franziskus auf den „Treuen Verwalter“ der die Aufgabe hat, das ihm anvertraute Gut sorgsam zu verwalten. Besonders die wirtschaftliche und finanzielle Verwaltung sei ein wichtiger Bereich, der in einem besonderen Bezug zum Hirtenamt des Papstes stehe. Die Entscheidungen in diesem Muto proprio, so schreibt er, beruhen auf den Berichten der Studien- und Planungskommission, die mit seinem Chirograph vom 18. Juli 2013 eingesetzt worden war und es sei auch ein Ergebnis der Konsultation mit dem von ihm eingesetzten Kardinalsrat. Der Papst legte weitere Einzelheiten fest:
- Einrichtung eines Wirtschaftsrates, der die Aufgabe haben wird, die „Durchführung der wirtschaftlichen Angelegenheiten aufmerksam zu verfolgen und über die Strukturen und die administrativen und finanziellen Aktivitäten der Dikasterien der Römischen Kurie, der mit dem Heiligen Stuhl verbundenen Einrichtungen und des Staates der Vatikanstadt zu wachen“. Personell wird dieser mit acht wirtschafts- und finanzkompetenten Kardinälen und Bischöfen besetzt und von einem Kardinal als Koordinator geleitet.
- Als weiteres Dikasterium der Römischen Kurie[2] wird ein Wirtschaftssekretariat eingerichtet, es führt die Kontrolle über den Wirtschaftsrat und ist dem Heiligen Vater direkt verantwortlich. „Es führt auch die Politik und die Vorgehensweisen hinsichtlich der Einkäufe und der geeigneten Verteilung der personalen Ressourcen aus, wobei die eigenen Kompetenzen der jeweiligen Einrichtung respektiert werden. Die Kompetenz des Sekretariats erstreckt sich daher auf alles, was auf irgendeine Weise in den oben genannten Bereich fällt.“ Als Leiter des Wirtschaftssekretariats wird ein Kardinalpräfekt eingesetzt, der mit dem Staatssekretariat zusammenarbeitet. Der Kardinalpräfekt wird die Statuten des Wirtschaftsrates, des Wirtschaftssekretariats und des Generalrevisors erarbeiten und diese zur Approbation durch den Papst vorlegen. Als Generalsekretär wird ein Prälat eingesetzt, der den Kardinalpräfekten unterstützen soll.
- Schließlich wird ein Generalrevisor etabliert, der die Rechnungsprüfung des Wirtschaftsrates übernimmt.